# 罗凯塔利古雷
罗凯塔利古雷（義大利語：Rocchetta Ligure），是意大利亚历山德里亚省的一个市镇。总面积10.09平方公里，人口217人，人口密度21.5人/平方公里（2009年）。ISTAT代码为006148。